# Лавасан
35°49′18″ пн. ш. 51°38′40″ сх. д. / 35.821666666667° пн. ш. 51.644444444444° сх. д.
Лавасан (перс. لواسان) — місто на півночі Ірану, в окрузі Лавасанат повіту Шеміранат провінції Тегеран.

## Етимологія
Назва Лавасан є середньоперським (пехлеві) словом, що означає «край гори сходу сонця». Вона відноситься до гори Демавенд, яка розташована в середньому хребті Ельбурс на сході округу Лавасанат.

## Історія
У 19 столітті, під час правління Каджарів, Лавасан був великим селом із приблизно 500 будинками.
До будівництва дороги 59 та інших маршрутів на північ Ірану Лавасан був процвітаючим містом на торговому шляху між Тегераном і північчю Ірану, де кілька видатних родин володіли та керували караван-сараєм, який зараз знаходиться у Ларському національному парку. Ці родини торгували рисом і виробляли мед.
У 1960-х роках на південному сході села була побудована гребля гідроелектростанції, а утворене водосховище стало одним із джерел водопостачання Тегерана. Під час війни міст (1984—1988), багато мешканців Тегерана знайшли притулок у сусідніх містах, таких як Лавасан.

## Населення
На момент національного перепису 2006 року населення міста становило 15 448 осіб у 4 645 домогосподарствах. Наступний перепис 2011 року нарахував 15 706 осіб у 5 033 домогосподарствах. За переписом 2016 року населення міста становило 18 146 осіб у 6 130 домогосподарствах.
Корінні жителі Лавасана та більшості поселень в окрузі Лавасанат розмовляють лавасанським діалектом (лавасані), однак жителі деяких поселень Лавасана, таких як Іра та Вескаре, розмовляють мазандеранською мовою.